# آلفونسوی یازدهم
آلفونسوی یازدهم (اسپانیایی: Alfonso XI of Castile‎; ۱۳ اوت ۱۳۱۱ – ۲۶/۲۷ مارس ۱۳۵۰) یکی از پادشاهان کاستیا بود.
پس از او پدرو یکم کاستیا به سلطنت رسید.